# Marc Perrin de Brichambaut

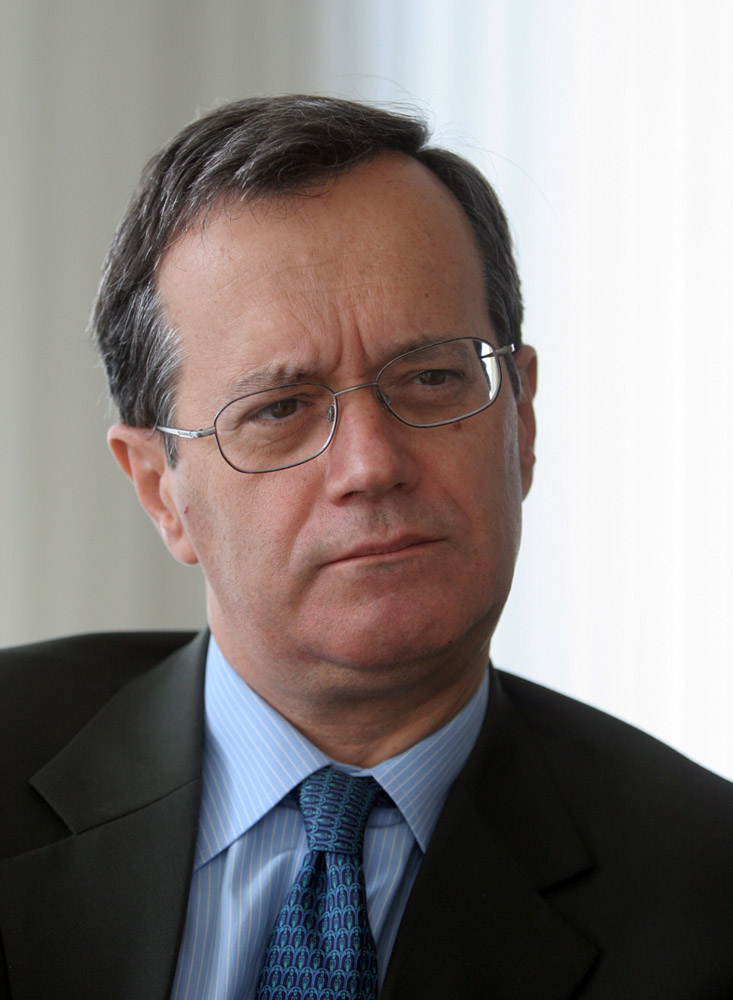
Marc Perrin de Brichambaut

Marc Perrin de Brichambaut (* 29. Oktober 1948 in Rabat, Marokko) ist ein französischer Jurist und Diplomat, von 2015 bis 2024 Richter und von 2018 bis 2021 Vizepräsident am Internationalen Strafgerichtshof in Den Haag. 

## Leben und Wirken
Marc Perrin de Brichambaut wurde in Marokko geboren. Er schloss die französische École nationale d’administration in Paris 1974 ab. 
Bevor er OSZE-Generalsekretär wurde, bekleidete er höhere Positionen in der französischen Verwaltung und in internationalen Organisationen, u. a. in der UN. Er war auch Berater des französischen Außenministers Claude Cheysson.
1983 und 1984 war er Personalchef von Roland Dumas, dem Minister für Europäische Angelegenheiten, und diente Dumas weiterhin in dieser Funktion, als dieser Außenminister wurde.
1986 zog Marc Perrin de Brichambaut nach New York und arbeitete als Kulturbotschafter für die französische Botschaft. 1988 kehrte er nach Paris zurück als Berater für Verteidigungsminister Jean-Pierre Chevènement.
Von 1991 bis 1994 war de Brichambaut der Chef der französischen Delegation bei der Konferenz für Sicherheit und Zusammenarbeit in Europa in Wien und von 1994 bis 1998 führte er die Rechtsabteilung des französischen Außenministeriums.
Anschließend war er Leiter für Strategische Angelegenheiten im französischen Verteidigungsministerium.
Von Juni 2005 bis 2011 war er Generalsekretär der Organisation für Sicherheit und Zusammenarbeit in Europa (OSZE).
Von 2015 bis 2024 war de Brichambaut Richter am Internationalen Strafgerichtshof in Den Haag.